# Shūto Machino
Shūto Machino (jap. 町野 修斗, Machino Shūto; * 30. September 1999 in Iga) ist ein japanischer Fußballnationalspieler. Der Stürmer steht seit 2025 bei Borussia Mönchengladbach unter Vertrag.

## Karriere
Shūto Machino erlernte das Fußballspielen in den Jugendmannschaften von FC Nakase SS und FC Avenida Sol sowie in der Schulmannschaft der Riseisha High School. Seinen ersten Vertrag unterschrieb er 2018 bei den Yokohama F. Marinos. Der Verein aus Yokohama, einer Stadt in der Präfektur Kanagawa, spielte in der höchsten japanischen Liga, der J1 League. Die Saison 2019 wurde er an den Drittligisten Giravanz Kitakyūshū nach Kitakyūshū ausgeliehen. Mit dem Klub wurde er Meister der J3 und stieg in die zweite Liga auf. Nach Ende der Ausleihe wurde er Anfang 2020 von Giravanz fest verpflichtet. Nach einem Jahr wechselte er Anfang 2021 zum Erstligisten Shonan Bellmare. Dort konnte er in der J1 League 2022 Saison einen persönlichen Erfolg verbuchen, indem er mit 13 Toren Zweiter der Torschützenliste wurde und damit zum Großteil am Klassenerhalt von Shonan beteiligt war.
Zur Saison 2023/24 wechselte Machino nach Deutschland zu Holstein Kiel in die 2. Fußball-Bundesliga. Dort hat er einen über vier Jahre währenden Vertrag unterschrieben. Nach dem ersten Aufstieg seiner Mannschaft in die Bundesliga kam er zum Saisonstart am 24. August 2024 bei der 2:3-Niederlage im Auswärtsspiel gegen die TSG 1899 Hoffenheim zum Einsatz, den er mit seinem ersten Tor, dem Treffer zum Endstand in der 89. Minute, krönte. Mit elf Saisontoren wurde er bester Torschütze der Kieler, konnte den sofortigen Wiederabstieg aber nicht verhindern. Im Juli 2025 wechselte er zum Bundesligisten Borussia Mönchengladbach, wo er einen Vertrag bis 2029 unterschrieben hat.

### Nationalmannschaft
Am 19. Juli 2022 spielte er bei der Ostasienmeisterschaft gegen Hongkong erstmals für die A-Nationalmannschaft und erzielte beim 6:0-Sieg zwei Tore. Kurz vor der Fußball-Weltmeisterschaft 2022 in Katar wurde er als Ersatz für den verletzten Verteidiger Yuta Nakayama nachnominiert.

## Erfolge

### Verein
Giravanz Kitakyūshū
- Japanischer Drittligameister: 2019  ▲

Holstein Kiel
- Deutscher Zweitligavizemeister: 2024  ▲

### Nationalmannschaft
- Ostasienmeister: 2022

## Auszeichnungen
- Torschützenkönig der Ostasienmeisterschaft: 2022 (zusammen mit Yūki Sōma)